# Willishausen
Willishausen (umgspr.: Willishausa) ist ein Pfarrdorf im schwäbischen Landkreis Augsburg. Mit Wirkung vom 1. Mai 1978 wurde der Ort bei der Gebietsreform in Bayern in den Markt Diedorf eingegliedert.

## Lage
Willishausen liegt auf einer Höhe von 482 m ü. NN.
Zur Gemarkung gehören auch noch die Dörfer Hausen und Oggenhof.

## Geschichte
Das Dorf wurde im Jahre 1257 erstmals urkundlich erwähnt. Im 15. Jahrhundert kam der Ort aus Privatbesitz an das Heilig-Geist-Spital in Augsburg und damit zum Obervogtamt in Gabelbach.
Nach einer längeren Phase wechselnder Herrschaftsansprüche und Zuständigkeiten wurden mit dem zweiten Gemeindeedikt vom 17. Mai 1818 die Orte Willishausen, Hausen und Oggenhof zur politischen Gemeinde Willishausen zusammengefasst, welche bis zur Gebietsreform 1978 Bestand hatte. Seitdem ist die Ortschaft Bestandteil des Marktes Diedorf.

## Sehenswürdigkeiten
- St. Martin (Willishausen)
- St. Nikolaus (Hausen)

## Wappen
Das Wappen zeigt gespalten von Blau und Silber über drei aus dem Schildfuß wachsenden roten Mauersteinen 1:2 gestellt, vorne ein linksgewendeter silberner Flügel, hinten eine blaue heraldische Rose mit silbernem Butzen ohne Kelchblätter auf blauem Stängel mit zwei Blättern.
Es symbolisiert die damaligen drei Ortsteile: Willishausen (silberner Flügel), Hausen (Rose) und Oggenhof (Mauersteine).

## Wirtschaft und Infrastruktur

### Wirtschaft und Gewerbe
Die Zahl der landwirtschaftlichen Betriebe hat in den letzten Jahren stetig abgenommen. Im Jahre 2024 gibt es noch drei landwirtschaftliche Haupterwerbs-Betriebe. Weiterhin gibt es eine Gerüstbaufirma und eine Kfz-Werkstatt.

### Bildung
In Willishausen gibt es zwei Kindergärten. Die Kindergärten werden von der Katholischen Kirchengemeinde betrieben. Der Kindergarten St. Martinus ist im Bürgerhaus mit untergebracht und der Kindergarten St. Nikolaus ist ein Neubau in Oggenhof.

## Vereine
Willishausen, Hausen und Oggenhof haben folgende Vereine:
- Arbeitsgemeinschaft der Ortsvereine Willishausen, Oggenhof, Hausen (Gründung 1978)
- CSU-Ortsverband Willishausen
- Freiwillige Feuerwehr Willishausen e. V.
- Jugendkulturverein Willishausen, Hausen, Oggenhof e. V.
- Kath. Frauenbund Anhausen/Willishausen
- KC „Goldene Neun“ Willishausen e. V.
- Musikverein „Frisch Auf“ Willishausen-Deubach-Hausen e. V.
- Soldaten- und Kameradschaftsverein Deubach-Willishausen-Hausen e. V.
- Schützenverein „Edelweiß“ Hausen e. V.
- Streethockeyteam Fraggles Willishausen
- Theater Crew Willishausen e. V.

## Söhne und Töchter des Ortes
- Georg Stegmann (* 1. Dezember 1880 in Willishausen; † 1953 in Agawang), Pfarrer in Alt-Rohlau (Stará Role) mit Putschirn (Bezirk Karlsbad) bis 1946. Nach der Vertreibung Pfarrer (Hauptamtl. Vikar) in Agawang (Landkreis Augsburg, Bayern).